# Mordella rouyeri
Mordella rouyeri es una especie de coleóptero de la familia Mordellidae.

## Distribución geográfica
Habita en Java (Indonesia).